# Aniela Marianna Bogusławska

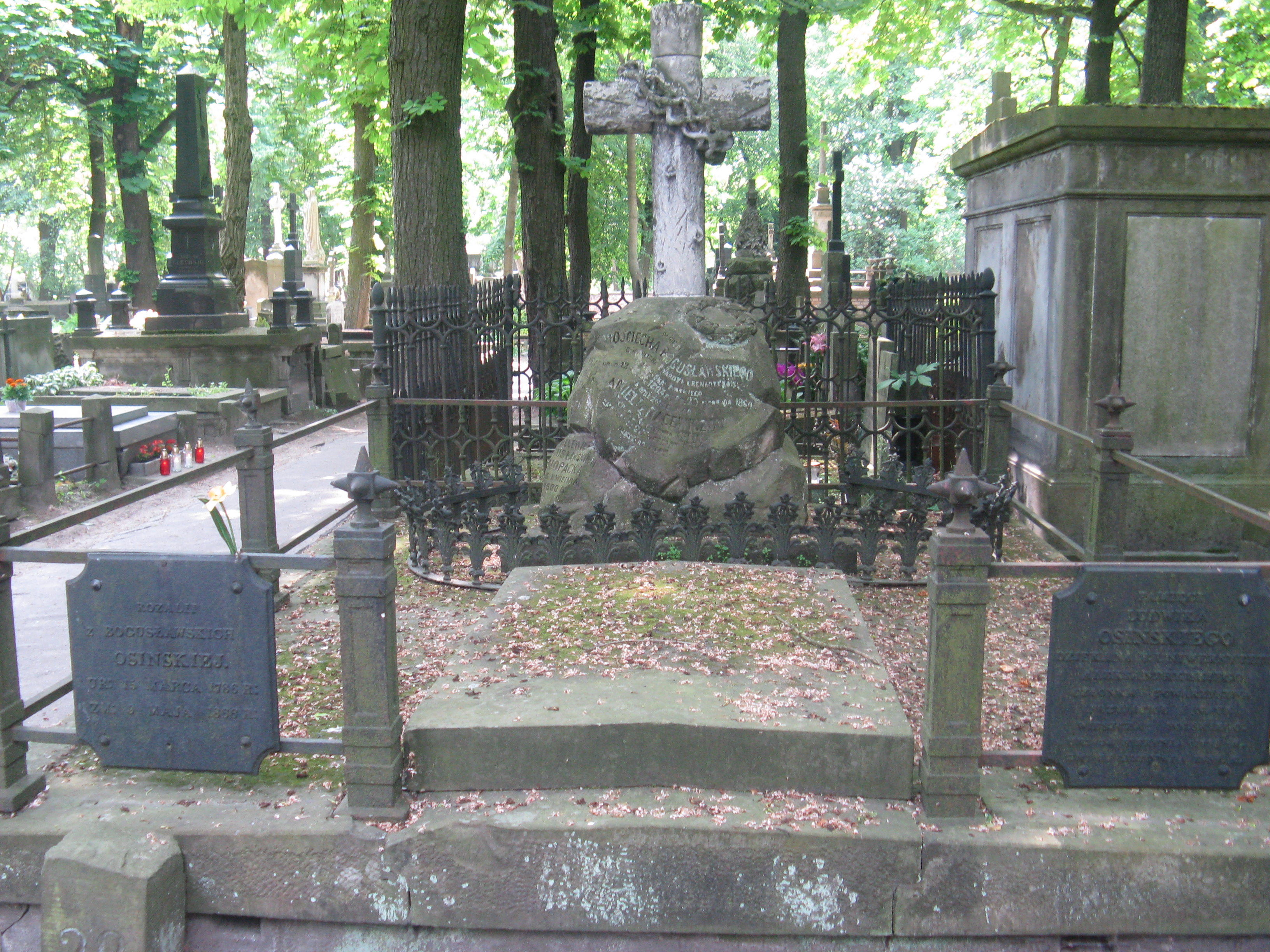
Grób Anieli Bogusławskiej na cmentarzu Powązkowskim

Aniela Marianna Bogusławska (Nacewicz) (ur. 26 grudnia 1801, zm. 28 września 1854 w Warszawie) – warszawska aktorka.
Aniela Bogusławska była córką Józefa Nacewicza i Tekli z domu Bogdanowicz. Wyszła za mąż w 1824 roku za Wojciecha Ignacego Bogusławskiego, kapitana wojsk polskich, syna Wojciecha Bogusławskiego, dyrektora Teatru Narodowego w Warszawie. Była matką 9 dzieci, były to: Zofia, Władysław, Helena, Aleksander, Ludwik, Rozalia, Aniela, Wojciech Maurycy i Kazimierz.
Wojciech Maurycy Bogusławski ożenił się z Teresą Kostecką, córką Franciszka Kosteckiego.
Została pochowana na cmentarzu Powązkowskim w Warszawie (kwatera 28-1-1).